# Saint-Chamant (Corrèze)
Saint-Chamant település Franciaországban, Corrèze megyében. Lakosainak száma 480 fő (2022. január 1.). Saint-Chamant Albussac, Forgès, Neuville, Saint-Bonnet-Elvert és Argentat-sur-Dordogne községekkel határos.

## Népesség
A település népessége az elmúlt években az alábbi módon változott:
| Lakosok száma | 665  | 560  | 513  | 511  | 490  | 496  | 486  | 499  | 503  | 480  |
|               | 1968 | 1982 | 1990 | 2006 | 2013 | 2015 | 2017 | 2019 | 2020 | 2022 |